# Bolechiv
Bolechiv (in ucraino Болехів?, in polacco Bolechów) è una città dell'Ucraina nel distretto di Kaluš, nell'oblast' di Ivano-Frankivs'k ed ospita l'amministrazione della comunità territoriale di Bolechiv, una delle comunità territoriali dell'Ucraina. Nel 2022 aveva una popolazione di 10 259 abitanti.
Fino al 18 luglio 2020 Bolechiv era classificata come città di rilevanza regionale e costituiva un comune autonomo. Nell'ambito della riforma amministrativa dell'Ucraina, che ha ridotto a sei il numero dei distretti dell'oblast' di Ivano-Frankivs'k, Bolechiv è entrata a far parte del distretto di Kaluš.